# アクロン・カントン・アンド・ヤングスタウン鉄道
アクロン・カントン・アンド・ヤングスタウン鉄道（アクロン・カントン・アンド・ヤングスタウンてつどう、英語: Akron, Canton & Youngstown Railroad）(報告記号 ACY)とは1907年から1982年まで存在し、オハイオ州モガドールから西へ進みデルフォスまで結んでいた鉄道である。現在はノーフォーク・サザン鉄道の一部である。

## 歴史
アクロン・カントン・アンド・ヤングスタウン鉄道 (Akron, Canton & Youngstown Railway、AC&Y) は1907年に法人化され、1913年にオハイオ州モガドール–アクロン間の線路（全長8マイル (13キロメートル)）を完成させた。1920年には、AC&Yはレイク・エリー・アンド・ウェスタン鉄道からノーザン・オハイオ鉄道の支配権を獲得した。ノーザン・オハイオ鉄道はオハイオ州アクロンから西へ進みデルフォスまで結ぶ路線（全長9マイル (14キロメートル)）を所有していた。またAC&Yはノーザン・オハイオ鉄道のアクロン–コプリー・ジャンクション間の9マイル (14キロメートル)の区間も完全に購入した。アクロンはタイヤの製造で有名であり、長年アクロンからデトロイトまでコロンバス・グローブにあるデトロイト・トレド・アンド・アイアントン鉄道のインターチェンジを経由して移動していたタイヤやインナーチューブがAC&Yの貨物輸送の重要な部分を構成していた。
1944年1月14日、AC&Yとノーザン・オハイオ鉄道がアクロン・カントン・アンド・ヤングスタウン鉄道 (Akron, Canton & Youngstown Railroad) へ統合された。1947年にAC&Yはそこの鉄鋼業へのアクセスのためやクリーブランドの混雑を避けるルートとして使用するために、路線をヤングスタウンまで東へ延伸することを検討したが、いずれもなしえなかった。
1949年には、AC&Yの社長が全長130 mi (210 km)のオハイオ川–エリー湖間の双方向のベルトコンベアを提案した。当然のことながら、AC&Yはこの提案を支持し、オハイオ州議会がベルトコンベア運営会社に対して土地収用権を認める法案を可決するのを支援できる唯一の鉄道であった。1964年にノーフォーク・アンド・ウェスタン鉄道 (N&W) がAC&Yを購入した。その会社がニッケル・プレート鉄道と合併しウォーバッシュ鉄道をリースした時のことである。1982年1月1日にN&WはAC&Yを解散した。

## 遺構
2006年時点で、AC&Yの建築物はいまだにアクロンのエクスチェンジ・ストリートに立っている。ノーフォーク・サザン鉄道 (NS) のインターチェンジはスターリングとアクロン、All-American Bridgeの下にある。当時、列車はNSのベルビュー操車場へ送られていた。